# Операція «Кадеш»
Операція «Кадеш» (івр. ‏מבצע קדש), (29 жовтня — 5 листопада 1956) — військові дії Ізраїля проти Єгипту спрямовані на руйнацію єгипетської військової інфраструктури на Синаї і в Газі, убезпечення західного кордону від нападів фідаїнів, відновлення ізраїльського судноплавства Акабською затокою. Операція «Кадеш» була складовою частиною спільної Синайської операції 1956 року з Великою Британією та Францією.
Свою назву операція отримала від імені стародавнього міста Кадеш на Синайському півострові, згаданому в Книзі Повторення закону.

## Цілі й завдання
Військова операція мала на меті такі цілі:
- Створити військову загрозу Суецькому каналу шляхом захоплення об'єктів у безпосередній близкості до нього. Це, згідно з Севрською угодою, давало британським та французьким військам привід висадитись у зоні Суецького каналу.
- Встановлення контролю над Сектором Гази і знищення баз фідаїнів на цій території. Володіння сектором дозволяло Єгипту почати флангову атаку на ізраїльські сили при нападі на Синай.
- Завоювання двох основних баз єгипетських збройних сил на Синаї: Ель-Аріша та Абу-Агейли. Тут розташовувались великі склади, центри командного зв'язку, їх захоплення паралізувало єгипетські синайські частини.
- Встановлення контролю над Шарм-еш-Шейхом, єгипетським угруповуванням, що блокувало Тиранську протоку. Захоплення Шарм-еш-Шейха дало б змогу забезпечити ізраїльське судноплавство та розвиток торгівлі через Червоне море і Індійський океан.

Досягнення цих стратегічних цілей мало призвести до руйнації єгипетської військової інфраструктури, змусивши єгипетську армію відступити від Синаю.

## Бойові дії

### Перевал Мітла

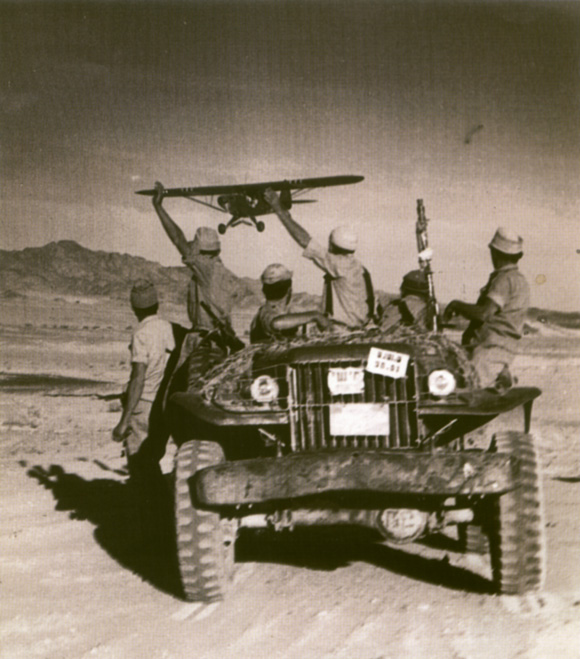
Ізраїльські військові на Синаї. 1956 р.

Вдень 29 жовтня чотири ізраїльських літаки Mustang вивели з ладу телефонні дроти на Синаї між Темедом та Мітла, а також між Кусеймой та Нахле. О 17:00 того ж дня 395 ізраїльських парашутистів десантувалися в районі перевала Мітла і, не зустрівши жодного опору єгиптян, зайняли позиції в очікуванні підкріплення.
З йорданського кордону маршем до них рушила основна частина 202-ї парашутної бригади і ввечері 30 жовтня прибула на місце. По дорозі десантники без великих зусиль захопили єгипетські укріплені пункти Кунтіла (29 жовтня), Темед (ранок 30 жовтня), Нахле (вечір 30 жовтня), де супротивник не мав значних сил. Нова французька техніка виявилася непристосованою до умов пустелі, значна кількість легких танків, бронетранспортерів і вантажівок вийшла з ладу під час маршу і її довелося кинути.
Від Суеца до перевалу Мітла назустріч ізраїльтянам була висунута 2-а єгипетська бригада. Зі значними втратами техніки по дорозі, єгиптяни досягли ущелини перевалу і в природних печерах створили вогневі позиції. Чотири єгипетських МіГ-15 вранці 30 жовтня завдали удар по позиціях на перевалі Мітла, де було поранено чотири десантники і знищено на землі розвідувальний літак, а потім атакували вже захоплений ізраїльтянами Темед, внаслідок чого три піхотинці отримали поранення.
Всупереч забороні наступальних дій, Арієль Шарон 31 жовтня атакував і захопив єгипетські позиції на перевалі Мітла. Бій виявився важким і тривав сім годин, ізраїльські десантники понесли найбільші у Синайській операції втрати: 38 чоловік убитими і 120 пораненими. Єгипетські втрати склали 150—200 чоловік.

### Абу-Агейла / Ум-Катеф

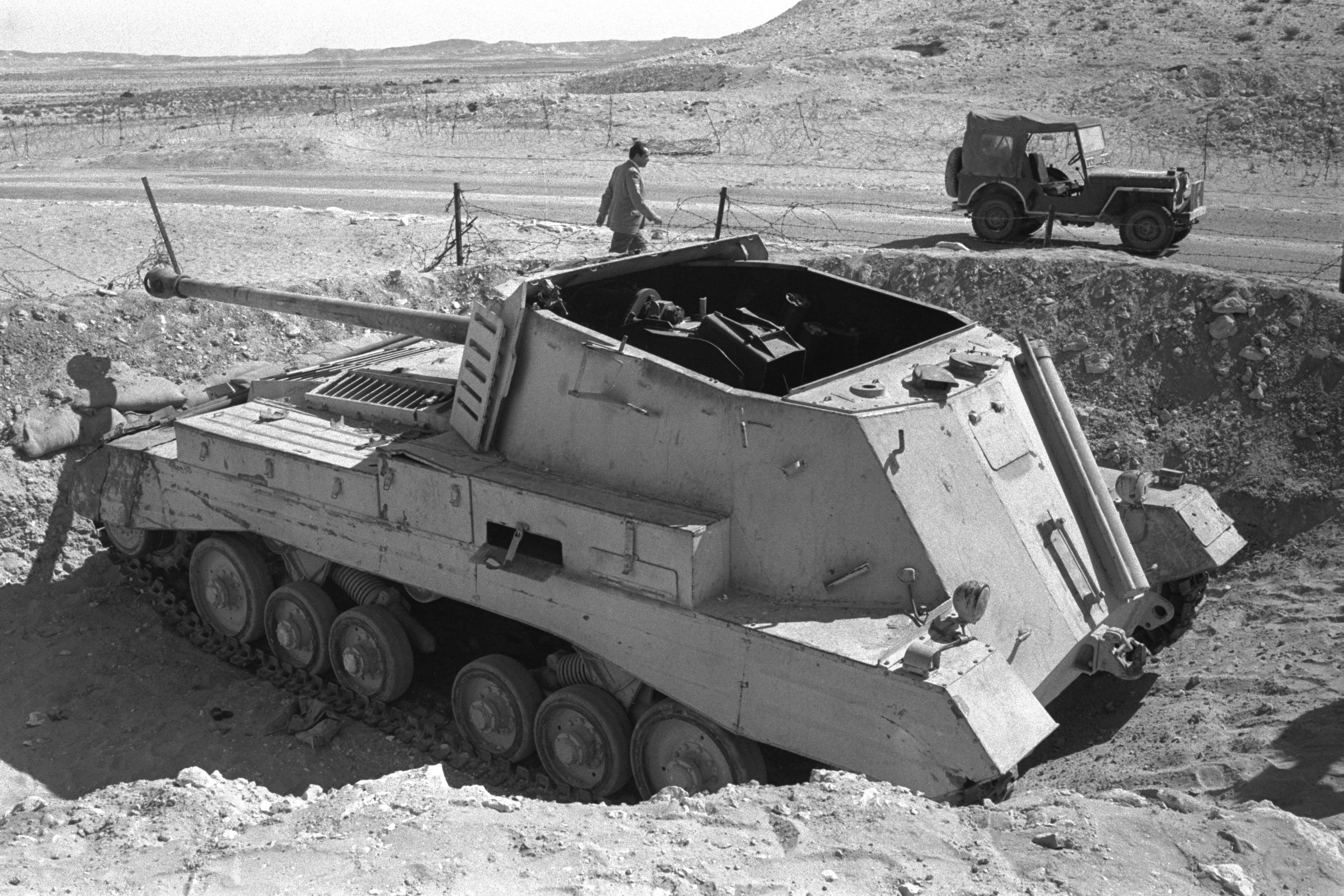
Єгипетська самохідна артилерійська установка Archer. Абу-Агейла. 1956 р.

Силами 10-ї піхотної, 7-ї бронетанкової та 37-ї бронетанкової бригад ізраїльтяни захопили укріплений район Абу-Агейла. Битва при Абу-Агейлі вважається найголовнішою і вирішальною у Синайській кампанії. В укріплених районах Кусейма/Абу-Агейла і Ум-Катеф концентрувалися основні сили єгипетських військ на Синаї. Позиції єгиптян складалися з трьох надійно укріплених піщаних пагорбів, що панували над основними перехрестями, захищених глибокими траншеями, бункерами, подвійними шарами колючого дроту, мінними полями, польовою артилерією і протитанковими гарматами.
Прорив цього напряму дозволив опанувати центральну магістраль Кусейма — Ісмаїлія і забезпечив успіх всієї кампанії. Підходи були захоплені 30 жовтня піхотою. Але подальше просування зіткнулося з сильним і добре організованим єгипетським опором. В ніч на 31 жовтня танкові частини здійснили обхід єгипетських укріплень через перевал Дайка, вийшли в тил західного флангу єгиптян на головну дорогу Суецький канал — Абу-Агейла і відрізали укріплений район від основних сил.
У дуже важкому танковому бою, Абу-Агейла і гребля Руефа були узяті. Контратака з Ум-Катефа при підтримці артилерії з Ум-Шихана була відбита, відремонтовані танки перекрили шлях з Ум-Катефа на північ, у місто Ель-Аріш. Штурм майже оточеного Ум-Катефа, початий 1 листопада, захлинувся, декілька атак закінчилися невдало і з великими втратами. 2 листопада з'ясувалося, що єгиптяни вночі таємно відступили, побоюючись повного оточення і контроль над районом Абу-Агейла/Ум-Катефом повністю перейшов до рук ізраїльтян.

### Рафах / Ель-Аріш
Під час Другої світової війни у Рафаху були побудовані британські військові табори. На час Синайської кампанії там розмістилася 6-та піхотна єгипетська бригада підкріплена ротою танків, двома ротами прикордонних військ, артилерійський батальйон, 67 самохідних гаубиць Archer, протитанкові гармати, зенітні батареї і частини Палестинської добровільної 87-ї бригади. З ізраїльського боку проти них діяла дивізійна група у складі піхотної бригади, бронетанкової бригади, артилерії та саперних частин. Ізраїльська операція була ретельно спланована і, попри значний опір єгиптян, досягла успіху.
Ізраїльські піхота і танки, при артилерійській підтримці французького флоту, після дводенних важких боїв 31 жовтня — 1 листопада захопили перехрестя Рафах на дорозі, що пов'язувала Газу з Ель-Аріша і власне базу Рафах.
Танкова колона по шосе швидко досягла Ель-Аріша і зупинилася для концентрації сил. Ель-Аріш захищала єгипетська піхотна бригада і надіслана на допомогу з Суеца моторизована дивізія, але в середині дня 1 листопада англо-французька авіація почала свої перші атаки на єгипетські бази й аеродроми, і гарнізон Ель-Аріша отримав наказ відступити на західний берег каналу. Танки без бою вступили в місто Ель-Аріш, продовжили наступ і зупинилися всього за п'ятнадцять кілометрів від каналу.

### Сектор Гази
Одночасно із вступом в Ель-Аріш почалася операція в секторі Газа, що із захопленням перехрестя Рафах був відрізаний від основних сил. Сектор захищали 10 тисяч солдатів Палестинської дивізії, Палестинська бригада в Хан-Юнісі на півдні сектора і бригада Національної гвардії, що базувалася у місті Газа. Ці частини мали 14 укріплених вогневих точок на кордонах сектора і три форти навкруги Хан-Юніса.
Ізраїльський наступ почався о 6:00 2 листопада, а вже в середині дня при посередництві представника комісії ООН, єгипетський губернатор Гази капітулював, зберігши життя багатьом мешканцям міста і біженцям. Ввечері 2 листопада ізраїльтяни атакували Хан-Юніс, захисники якого чинили стійкий опір. Остаточно бойові дії навколо Хан-Юніса скінчилися о 13:30 3 листопада.

### Шарм-еш-Шейх

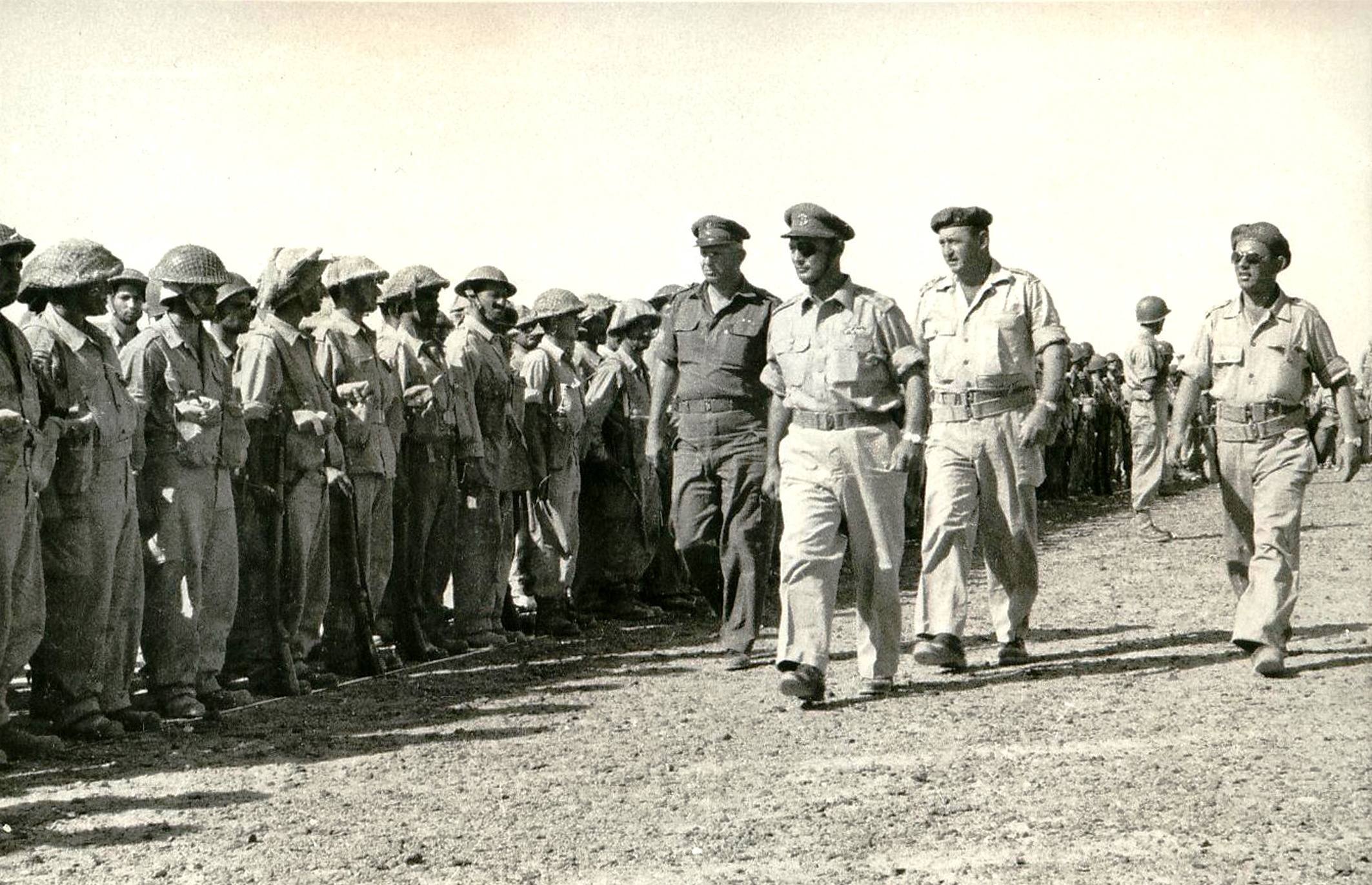
Генерали А. Сімхоні та М. Даян
у Шарм-еш-Шейху 5 листопада 1956 р.

30 жовтня розвідрота з Ейлату перейшла кордон і захопила важливе перехрестя доріг на схід від Рас-ель-Накб, розчистила мінні поля і взяли штурмом поліційний форт у Рас-ель-Накб, відкривши шлях на південь Синаю.
2 листопада батальйон 202-ї десантної бригади через перевал Мітла вирушив на Рас-Судар, що на західному боці Синаю. Одночасно дві роти парашутистів були десантовані в Ат-Тор, на узбережжі Суецької затоки, в 40 милях на північ від Шарм-еш-Шейху, захопили там аеродром, з'єднались із батальйоном, що підійшов з півночі, з Рас-Судару і вирушили до Шарм-еш-Шейху. Вони зупинилися в п'ятнадцяти милях від бази, аби унеможливити прорив єгипетського гарнізону на захід.
Наказ захопити Шарм-еш-Шейх і зняти єгипетську блокаду затоки Акаба отримала 9-та піхотна ізраїльська бригада, кількістю 1800 чоловік. Єгипетський гарнізон Шарм-еш-Шейху складався з тисячі п'ятисот солдат двох піхотних батальйонів, розташованих в бетонних укріпленнях і підтриманих артилерією.
Під час запеклого штурму 4—5 листопада бригада взяла Шарм-еш-Шейх, аеродром, командний пункт і 900 полонених, втративши 10 чоловік вбитими й 32 пораненими. 5 листопада із захопленням Шарм-еш-Шейху Тиранську протоку було розблоковано.

### У повітрі та на морі

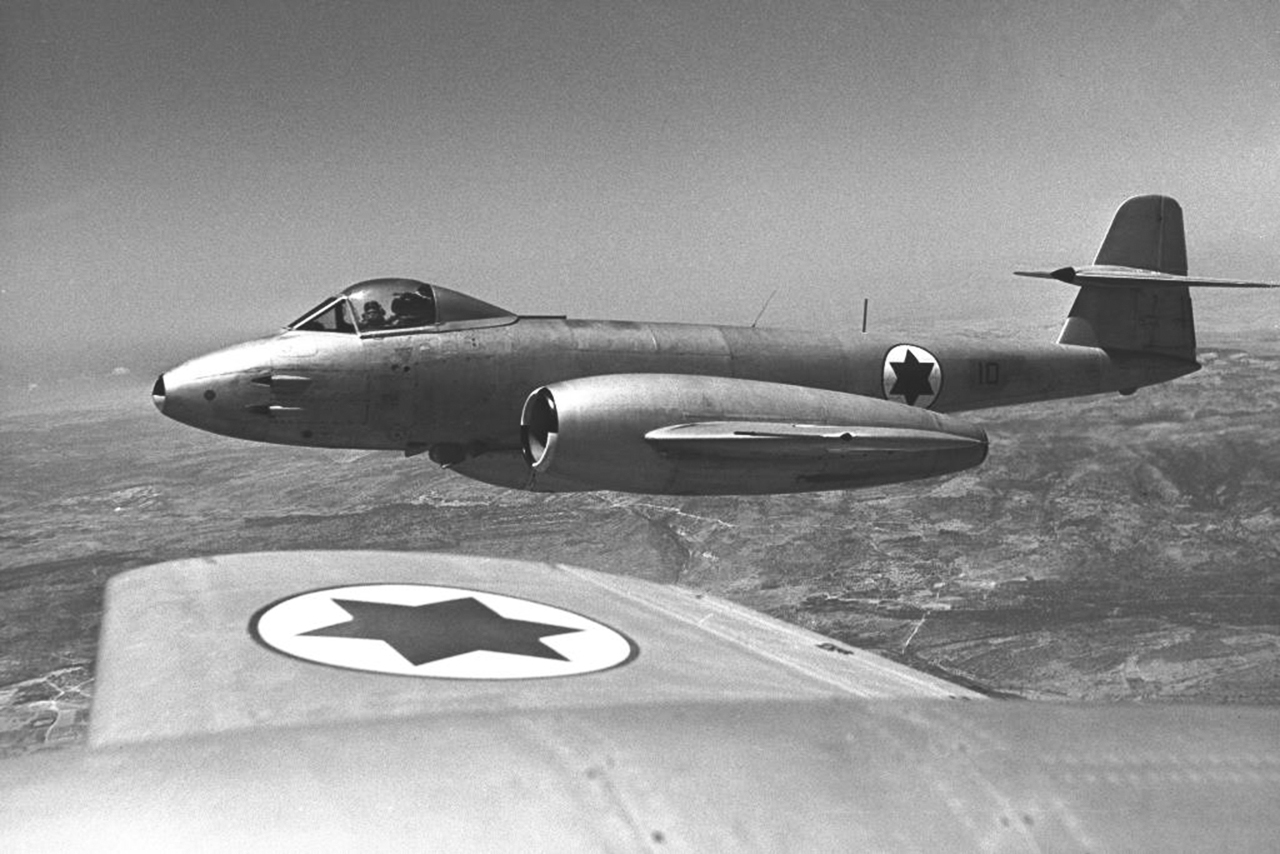
Літак ізраїльських ВПС Gloster Meteor F.8

За тиждень до початку операції «Кадеш» три ескадрильї французьких літаків висадились в Ізраїлі. Всі були відзначені жовтими та чорними смугами, що ідентифікували союзні літаки під час кампанії. Одна ескадрилья, що складалася з реактивних винищувачів Mystere IVA, мала завдання запобігти повітряним нападам на ізраїльські міста. Друга, з винищувачів-бомбардувальників Republic F-84F Thunderstreaks, повинна забезпечити підтримку на місцях. Третя ескадрилья, з транспортних літаків Nord Aviation Noratlas, через чотири години після висадки парашутистів на перевалі Мітла, доставила десантникам вісім джипів, зброю та інші матеріали.
До 29 жовтня єгипетські повітряні сили кількісно перевищували ВПС Ізраїлю на 60 відсотків. Проте єгипетська авіація не вплинула на хід війни, оскільки з вечора 31 жовтня англійські та французькі літаки практично знищили єгипетські військово-повітряні бази, надавши ізраїльським ВПС можливість безперешкодно літати над Синаєм.

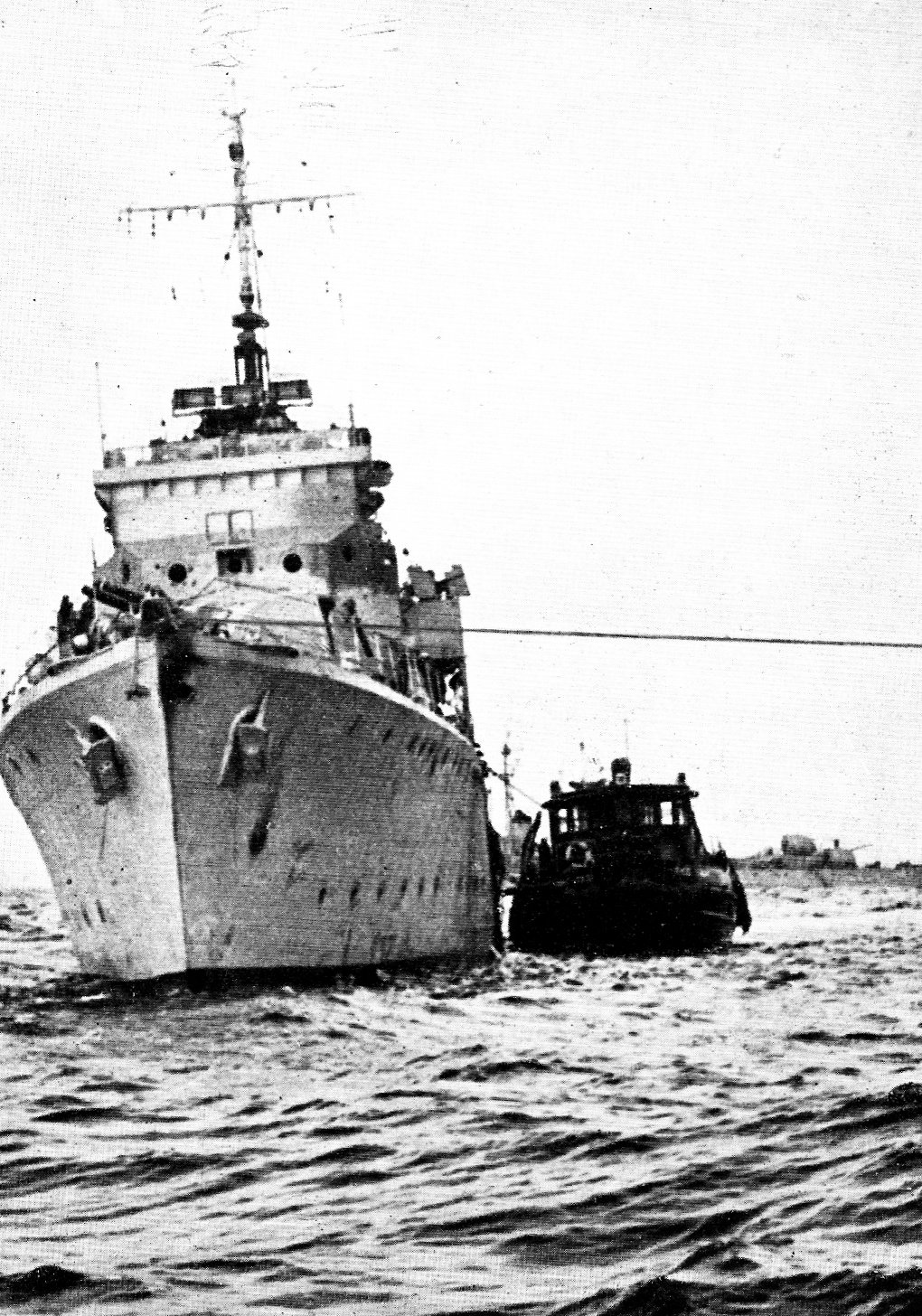
Єгипетський фрегат «Ібрагім аль-Аваль»

Чотири єгипетських МіГ-15 вранці 30 жовтня завдали удар по позиціях на перевалі Мітла, де було поранено чотири десантники і знищено на землі розвідувальний літак, а потім атакували вже захоплений ізраїльтянами Темед, внаслідок чого три піхотинці отримали поранення.
У другій половині дня 30 жовтня над аеродромом Кабріта відбувся бій дванадцяти МіГ-15 з вісьмома Mystere. Два МіГа було збито, ще два пошкоджено або збито (ймовірно), один Mystere пошкоджено
Загалом, протягом перших сорока восьми годин у повітряних боях було збито п'ять египетских МіГів і чотири Vampyre. Ізраїльська авіація зазнавала втрат насамперед від важкого зенітного вогню і втратила від нього одинадцять літаків, у тому числі два Mystere і дев'ять поршневих літаків.
Вночі з 30 на 31 жовтня екіпаж Іл-28, що мав на меті бомбардування ізраїльського аеродрому, вирішив не ризикувати і кинув бомби на пусті пагорби коло Єрусалиму.
Ізраїльський флот (як і ВПС) кількісно і якісно поступався єгипетському. Розрив збільшився після того, як єгипетський флот отримав від СРСР два есмінці класу «Скорий» і кілька підводних човнів. Ізраїль отримав в 1956 році два англійських есмінці часів Другої світової війни. Крім того, три французьких есмінці захищали підходи до ізраїльських портів Яффо та Хайфи.
Єдиний помітний військово-морський епізод кампанії стався 31 жовтня. Єгипетський фрегат «Ібрагім ель-Аваль» з відстані шести миль випустив 160 снарядів по місту Хайфа, порту і нафтовим заводам. О 5:30 ізраїльські есмінці «Яффо» та «Ейлат» вийшли в море і разом з ВПС атакували єгипетський корабель «Ібрагім аль-Аваль». Їм вдалося пошкодити турбогенератор і кермо фрегата, і о 7:20 він здався кораблям ізраїльського військово-морського флоту. 8 листопада Ізраїль полишив усі свої позиції, окрім сектора Гази та узбережжя Тиранської затоки. Перш ніж виконати ці умови, Ізраїль зажадав гарантій майбутнього вільного судноплавства та припинення атак з території Єгипту. Після довгих важких перемовин в лютому 1957 року між сторонами було досягнуто порозуміння, що надзвичайні сили ООН мають розміститися уздовж кордонів і здійснювати контроль за виконанням домовленостей. У березні відвід військ був завершений.
Проти очікувань Ізраїля, Сектор Гази було повернуто під єгипетський суверенітет і найближчим часом атаки фідаїнів поновилися. Вільне судноплавство Тиранською протокою збереглося до травня 1967 року.

## Підсумки
Військова перемога в операції надала Ізраїлю можливість вільного судноплавства Акабською затокою, лише на короткий час припинила атаки фідаїнів і нейтралізувала загрозу, яку ізраїльське керівництво бачило у військовому альянсі Єгипту, Сирії та Йорданії.
У політичному плані Ізраїлю не вдалось за допомогою військової перемоги змусити Єгипет до прямих двосторонніх переговорів переможця і переможеного. Сторони досягли угоди, але угода була тристороння, Генеральний секретар ООН був посередником між двома державами і остаточним рішенням було виведення ізраїльських військ із Синаю з їхньою заміною на миротворчі сили ООН.